# 짐 뵈벤
짐 뵈벤(독일어: Jim Boeven, 1967년 11월 11일~)은 독일의 배우이다.

## 작품 목록

### 영화
- 썬 초크 (2015년)
- 트러블 메이커 (2013년) - 존 역
- 원 웨이 (2007년)
- 토르소 (2002년)
- 하트의 전쟁 (2002년)